# 2365 Interkosmos
2365 Interkosmos је астероид главног астероидног појаса чија средња удаљеност од Сунца износи 2,544 астрономских јединица (АЈ).
Апсолутна магнитуда астероида је 11,7.